# ناحیه ایمیزو، تویاما

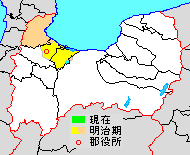

ناحیه ایمیزو، تویاما (به ژاپنی: 射水郡, Imizu-gun)، یکی از شهرستان‌های ژاپن واقع در استان تویاما در ژاپن است.